# Ameenah Gurib-Fakim
Ameenah Gurib-Fakim   (Maurici, 17 d'octubre de 1959) és una química especialitzada en investigar i catalogar les propietats medicinals de la flora de les Illes Maurici. El 2007 li va ser atorgat el Premi L'Oréal - UNESCO "La dona i la ciència" Després d'això, fou proposada pel Primer Ministre Anerood Jugnauth per al càrrec de presidenta de Maurici, un càrrec estrictament honorífic, que va exercir entre 2015 i 2018.

## Biografia
Gurib-Fakim va néixer a Surinam, tot i que cursà la llicenciatura de Química al Regne Unit, a la Universitat de Surrey (1983). Després d'obtenir el títol de doctora en Química orgànica a la Universitat de Dexter, va tornar al seu país d'origen per treballar a la Universitat de Maurici (1987) com a professora de química inorgànica i com a degana de la Facultat de ciències. Posteriorment ocupà la direcció general del Centre Internacional de Desenvolupament Farmacèutic.